# La voz de Corea
La voz de Corea es el servicio exterior de radiodifusión de Corea del Norte. Emite principalmente en japonés, así como coreano, chino, español, inglés, francés, ruso, árabe y alemán. El 16 de febrero de 2001 el nombre de Radio Pyongyang fue sustituido por el actual.

## Historia
Sus orígenes se remontan a 1936, durante la ocupación japonesa de Corea, bajo el indicativo JBBK.
La emisora es oficialmente inaugurada como tal el 14 de octubre de 1945, con la retransmisión de un discurso pronunciado por Kim Il-sung a su retorno a Pionyang una vez finalizada la Segunda Guerra Mundial.
Con los años se irían añadiendo otros servicios en diferentes idiomas: en japonés, desde el 10 de julio de 1950, en inglés desde el 22 de noviembre de 1951, en ruso desde el 15 de junio de 1963, en francés desde el 1 de octubre de 1964, en español desde el 15 de mayo de 1965, en árabe desde el 1 de mayo de 1973 y en alemán desde el 11 de enero de 1983.

## Programación
Al contrario que la mayoría de emisoras internacionales, La voz de Corea no emplea un tono de intervalo en los minutos que anteceden al comienzo de las transmisiones. Al comenzar el programa, se pueden escuchar las primeras notas de la canción del General Kim Il-sung y una identificación hablada de la emisora, seguida del himno nacional de Corea del Norte.
Después viene un boletín de noticias de aproximadamente un 15 minutos de duración: el contenido de éstas procede de la Agencia Telegráfica Central de Corea. Aparte de esto, el resto de programación de La voz de Corea se fundamenta en historias sobre la vida de Kim Il-sung y Kim Jong-il, espacios sobre la cultura coreana, la Historia de Corea, música (generalmente marchas militares o canciones patrióticas norcoreanas) y comentarios políticos. Todas las transmisiones finalizan con un resumen extractado de los titulares del día, en los que se mencionan las frecuencias y horarios.

## Aspectos técnicos
La voz de Corea transmite principalmente en onda corta, aunque también se realizan emisiones en onda media enfocadas hacia Japón (que complementan a las de onda corta), mediante un transmisor de 500 kW en Chongjin por la frecuencia de 621 kHz, siendo éstas captadas con nitidez en todo Japón.
Algunas de las frecuencias por las que transmite (3560, 4405, 6285, 7570, 7580, 9325, 9335, 9345, 11635) se encuentran fuera de los márgenes establecidos por la UIT, lo que los hace menos susceptibles a las interferencias, toda vez que más difíciles de captar en receptores antiguos.
Desde la segunda mitad de la década de 1990, y debido a los problemas energéticos (entre otros aspectos) que sufre Corea del Norte, en ocasiones los programas no salen al aire por cortes en el suministro eléctrico.
A raíz de la instalación de nuevos equipos (transmisores y antenas) que se está llevando a cabo desde enero de 2013, y dependiendo del día, algunas frecuencias pueden estar inactivas. 
En junio de 2012, La voz de Corea realizó, con asistencia técnica de la firma china "Beijing BBEF", emisiones experimentales mediante el sistema DRM en la frecuencia de 3560 kHz, que pudieron ser captadas en Japón.
La voz de Corea transmite sus programas desde los siguientes centros emisores: 
- Centro emisor de Pionyang: 1 × 100 kW, antena no direccional, emitiendo en la banda de 90 metros. exclusivamente para Japón.
- Centro emisor de Kanggye: 2 × 250 kW, antenas actualmente orientadas a Japón (109.º), emitiendo en la banda de 49 metros.
- Centro emisor de Kujang I: 10 × 200 kW; emitiendo en las bandas de 41, 31, 25, 22 y 19 metros. Campo de antenas orientadas hacia:
  - 28° para Norte, centro y sur de América.
  - 109° para Japón y el Océano Pacífico.
  - 238° para el Sudeste Asiático.
  - 271° para África y China Meridional.
  - 296° para Oriente Medio y África del Norte.
  - 325° para Europa Occidental, Europa del este y oeste de Siberia.
- Centro emisor de Kujang Il: 2 × 15 kW, antena no direccional, emitiendo en temporada de invierno por las frecuencias de 3560 y 4405 kHz, programas en múltiples idiomas en simultáneo.

## Frecuencias
Esquema de transmisiones en lengua española válido hasta el 28 de marzo de 2021.
| Hora  | Frecuencias         | Orientación            |
| ----- | ------------------- | ---------------------- |
| 03:00 | 11735, 13760, 15180 | Norte y Sur de América |
| 05:00 | 11735, 13760, 15180 | Norte y Sur de América |
| 19:00 | 7570, 12015         | Europa                 |
| 22:00 | 7570, 12015         | Europa                 |

## Implantación en Internet
El 15 de abril de 2011 La voz de Corea inauguró su sitio web, en el cual se pueden leer diversos artículos en los diferentes idiomas, así como escuchar algunos reportajes. Sin embargo, no se muestra una tabla con los esquemas de frecuencias. Desde septiembre de 2012, La voz de Corea dispone de una dirección de correo electrónico.